# Ella and Louis Again
Ella and Louis Again è il decimo album della cantante jazz Ella Fitzgerald, pubblicato dalla Verve Records nel 1957.
È un doppio album che vede la partecipazione del trombettista Louis Armstrong, ed è il sequel del precedente Ella and Louis, del 1956.

## Tracce
Disco 1

Lato A
1. Don't Be that Way (Benny Goodman, Mitchell Parish, Edgar Sampson) – 5:01
2. Makin' Whoopee - Louis Armstrong solo vocal (Walter Donaldson, Gus Kahn) – 3:59
3. They All Laughed (George Gershwin, Ira Gershwin) – 3:50
4. Comes Love - Ella Fitzgerald solo vocal (Lew Brown, Sam H. Stept, Charles Tobias) – 2:28
5. Autumn in New York (Vernon Duke) – 6:00

Lato B
1. Let's Do It, Let's Fall in Love - Louis Armstrong solo vocal (Cole Porter) – 8:44
2. Stompin' at the Savoy (Goodman, Andy Razaf, Sampson, Chick Webb) – 5:16
3. I Won't Dance (Dorothy Fields, Oscar Hammerstein II, Otto Harbach, Jerome Kern, Jimmy McHugh) – 4:47
4. Gee, Baby, Ain't I Good to You (Razaf, Don Redman) – 4:11

Disco 2

Lato A
1. Let's Call the Whole Thing Off (G. Gershwin, I. Gershwin) – 4:15
2. These Foolish Things - Ella Fitzgerald solo vocal (Harry Link, Holt Marvell, Jack Strachey) – 7:40
3. I've Got My Love to Keep Me Warm (Irving Berlin) – 3:12
4. Willow Weep for Me - Louis Armstrong solo vocal (Ann Ronell) – 4:21
5. I'm Putting All My Eggs in One Basket (Berlin) – 3:28

Lato B
1. A Fine Romance (Fields, Kern) – 3:56
2. Ill Wind - Ella Fitzgerald solo vocal (Harold Arlen, Ted Koehler) – 3:45
3. Love Is Here to Stay (G. Gershwin, I. Gershwin) – 4:01
4. I Get a Kick out of You - Louis Armstrong solo vocal (Porter) – 4:21
5. Learnin' the Blues (Delores Vicki Silvers) – 7:11